# Creme inglês
Creme inglês (do francês: "crème anglaise", também conhecido como "custard" em inglês) é um tipo de creme, feito com açúcar, gemas de ovos e, leite quente, normalmente misturado com essência de baunilha. Tradicionalmente usado em bolos e frutas da culinária inglesa e francesa.
O creme é feito pela batida simultânea de gemas de ovos com açúcar até atingir um ponto esbranquiçado (semelhante a gemada), quando o leite quente é adicionado à mistura lentamente. a baunilha pode ser adicionada opcionalmente para acrescentar sabor e melhorar a aparência do creme. O creme é cozido em fogo baixo até engrossar em temperatura, entre 70°C (156°F) e 85°C (185°F). Quando grosso, é então removido do fogo.